# 孔布尔 (厄尔-卢瓦省)
孔布尔（法語：Combres，法語發音：[kɔ̃bʁ]）是法国厄尔-卢瓦省的一个市镇，属于诺让勒罗特鲁。

## 地理
孔布尔（48°19'29"N, 1°3'51"E）面积14.9 平方千米，位于法国中央-卢瓦尔河谷大区厄尔-卢瓦省，该省份为法国北部内陆省份，北起顺时针与厄尔省、伊夫林省、埃松省、卢瓦雷省、卢瓦-谢尔省、萨尔特省和奧恩省接壤。
与孔布尔接壤的市镇（或旧市镇、城区）包括：尚普龙昂加蒂讷、蒂龙-加尔代、圣蒂尼。

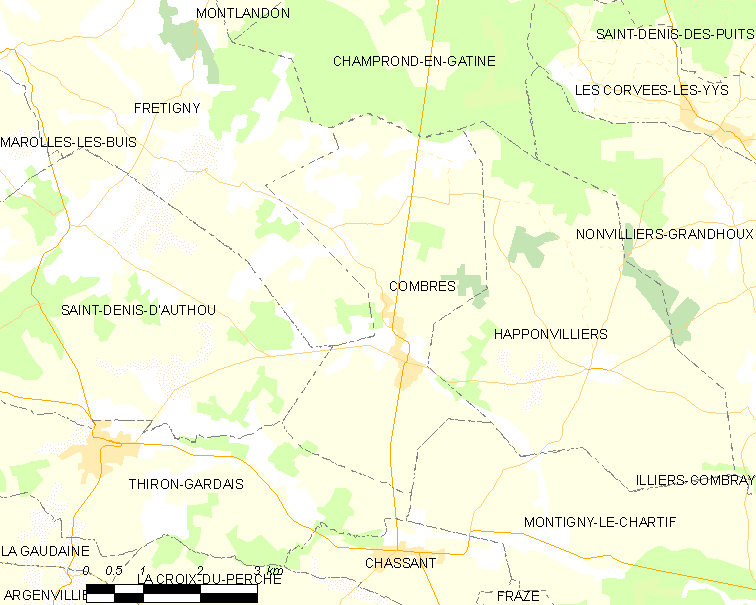
的OSM定位图

孔布尔的时区为UTC+01:00、UTC+02:00（夏令时）。

## 行政
孔布尔的邮政编码为28480，INSEE市镇编码为28105。

## 政治
孔布尔所属的省级选区为诺让勒罗特鲁县。

## 人口

1962-2008年间人口变化图示

孔布尔于2022年1月1日时的人口数量为553人。